# Østbanestasjonen
Østbanestasjonen (Østbanestationen, i daglig tale Østbanen) var en banegård i Oslo. Stationen åbnede i 1854 som sydlig endestation for Norges første jernbane, Hovedbanen til Eidsvoll. Stationen blev udvidet flere gange, men i forbindelse med åbningen af Oslotunnelen i 1980 ombyggedes den til Oslo S, der fik en ny stationsbygning ved siden af den gamle, og også har erstattet Vestbanestasjonen.

## Stationsbygninger
Den første stationsbygning blev opført efter tegninger af arkitekterne Heinrich Ernst Schirmer og Wilhelm von Hanno. Dele af bygningen fra 1854 i rødt tegl findes stadig som en del af centralstationen, men uden tårnet og den første perronhal.
Efter åbningen af Østfoldbanen blev det nødvendigt at udvide stationen. Perronhallen blev større og fik mere luft, og mod havnen og Jernbanetorget opførtes der to nye fløje i pudset tegl tegnet af arkitekt og stadskonduktør Georg Andreas Bull, der et årti forinden havde tegnet Vestbanestasjonen. Bygningen fik en rigt dekoreret facade i nyrenæssance. Den udvidede Østbanestasjonen stod færdig i 1882.
Det meste af bygningerne eksisterer stadig, men perronhallen er nu omdannet til butikscentret Østbanehallen, der er direkte forbundet med centralstationen, og som nu huser forskellige butikker, spisesteder og hotel.